# Paul Lembke
Paul Lembke (* 12. April 1860 in Lutterstorf; † 19. September 1939 in Mülheim an der Ruhr) war ein deutscher Verwaltungsjurist und von 1904 bis 1928 Oberbürgermeister der Stadt Mülheim an der Ruhr. Unter seiner Amtsführung als Landrat kamen die großen Eingemeindungen zustande, in deren Folge Mülheim im Jahre 1908 Großstadt wurde.

## Leben und Wirken
Lembke wurde im mecklenburgischen Lutterstorf (auch: Luttersdorf) als Sohn eines Rittergutsbesitzers geboren. Nach dem Schulbesuch und der bestandenen Reifeprüfung am Katharineum zu Lübeck studierte er Rechtswissenschaft an den Universitäten Straßburg, Heidelberg sowie Berlin und beendete sein Studium mit der Promotion. Von 1884 bis 1887 absolvierte er den juristischen Vorbereitungsdienst als Gerichtsreferendar, um dann seine Ausbildung als Regierungsreferendar im höheren Dienst in der Preußischen Staatsverwaltung fortzusetzen. Ausbildungsstationen waren die Landratsämter in Hirschberg und Kreuznach sowie die Bezirksregierungen in Koblenz und Königsberg. Nach dem bestandenen Examen wurde er 1890 als Regierungsassessor an das Landratsamt Mülheim versetzt. Später war er an der Regierung in Düsseldorf unter dem Regierungspräsidenten Georg Freiherr von Rheinbaben tätig. Ihm verdankte Lembke seine Berufung am 10. Juli 1899 zum kommissarischen Landrat des Landkreises Mülheim an der Ruhr, dem die endgültige Ernennung zum Landrat am 15. Januar 1900 folgte.

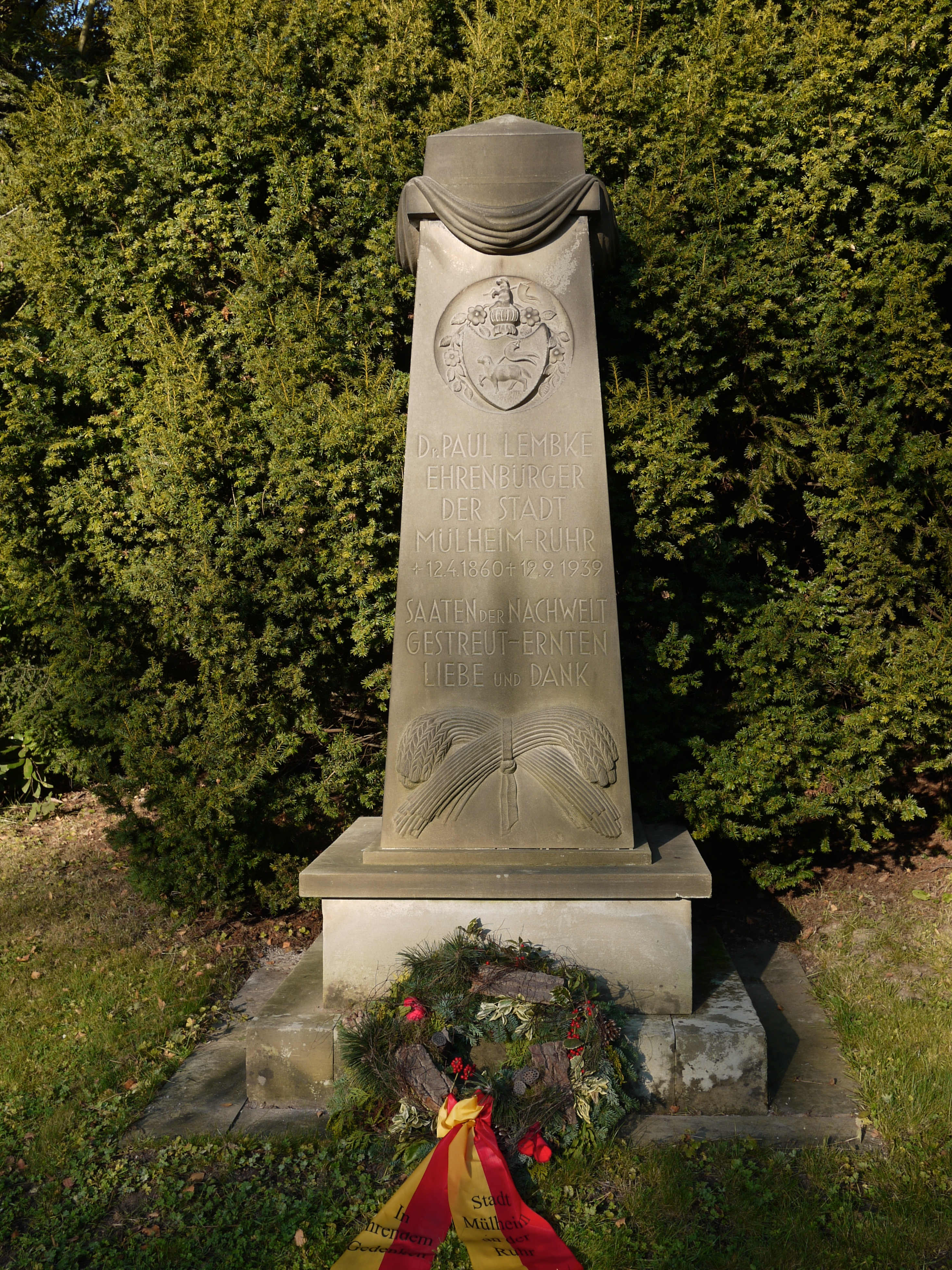
Grabmal auf dem Mülheimer Hauptfriedhof

Auf Lembkes Betreiben kam es zum 1904 zur Eingemeindung der Landgemeinden Styrum, Speldorf, Broich, Saarn und Holthausen in die Mülheimer Stadtgemeinde. Zum 1. Januar 1904 übernahm Lembke das Amt des Bürgermeisters der nunmehr kreisfreien Stadt Mülheim, wozu ihn die Stadtverordneten am 8. September 1903 gewählt hatten. Obwohl Mülheim erst im Jahre 1908 die Marke von 100.000 Einwohnern erreichen und damit zur Großstadt werden sollte, wurde Lembke schon zum Amtsantritt der Titel eines Oberbürgermeisters verliehen.
Mit Verhandlungsgeschick und Weitblick gelang es Paul Lembke in seiner fast 25-jährigen Amtszeit, die Großstadtwerdung Mülheims mit weiteren Eingemeindungen (1910, 1920) sowie mit baulichen Großprojekten entscheidend voranzutreiben. So fielen in seine Zeit als Oberbürgermeister der Bau und die Einweihung der Augenklinik (1907), der Synagoge (1907), des Bismarckturms (1909), des Solbads Raffelberg (1909), der Sparkasse (1909), der Rennbahn Raffelberg (1910), des Hauptbahnhofs (1910), der Schloßbrücke (1911), des Stadtbads (1912),  des neuen Rathauses (1915) sowie der Stadthalle (1926). Durch seine guten Verbindungen zur Großindustrie – insbesondere dem Kohlenbergbau – gelang es ihm, das erste Kaiser-Wilhelm-Institut außerhalb Berlins nach Mülheim zu holen. Das heutige Max-Planck-Institut für Kohlenforschung wurde am 27. Juli 1914 eingeweiht. Von 1903 bis 1920 sowie 1930 war er auch Mitglied des Provinziallandtages der Rheinprovinz.
Lembke verstarb am 19. September 1939, rund 11 Jahre nachdem er aus dem Amt geschieden war. Noch heute trägt eine Straße im Mülheimer Kahlenbergviertel seinen Namen.

## Ehrungen
- 1911: Benennung der „Lembkestraße“ in Mülheim-Holthausen
- 1928: Verleihung der Ehrenbürgerschaft

## Weitere Quellen
- Stadtarchiv Mülheim an der Ruhr, Bestand 1550/51 (Mülheimer Persönlichkeiten)
- Stadtarchiv Mülheim an der Ruhr, Bestand 1440/90.00 (Zeitungsartikel)